# 다이쇼 소녀 전래동화
《다이쇼 소녀 전래동화》(일본어: 大正処女御伽話)는 키리오카 사나가 원작한 일본의 만화 작품이다. 『점프SQ.19』(슈에이샤) Vol.18에 단서로서 게재된 후, 『점프 스퀘어』(슈에이샤)에 2015년 8월호부터 2017년 10월호까지 연재되었다.속편이 되는 《쇼와 오토메 동화》(昭和オトメ御伽話)는 『소년 점프+』(슈에이샤)에서 2018년 8월 21일부터 2020년 5월 12일까지 연재되었다. 최종화는 25만 열람, 2300 코멘트를 돌파해, Twitter에서도 트랜드에 들어섰다. 스핀오프가 되는 《다이쇼 소녀 동화 -염세가의 식탁-》(大正処女御伽話-厭世家ノ食卓-)가 『소년 점프+』(슈에이샤)에서 2021년 7월 23일부터 연재중.

## 줄거리
다이쇼 10년. 재벌가에서 태어나 자란 청년 시마 타마히코는 자동차 사고로 어머니를 여의고, 부상으로 오른손마저 못 쓰게 된다.
세간의 시선만을 신경 쓴 그의 아버지는 마치 짐 덩어리를 치우듯 그를 시골에 있는 별장에 방치하고, 본인의 의사는 묻지도 않은 채 돈으로 산 며느리 유즈키를 그에게 보낸다.
사람에 대한 신뢰를 잃은 타마히코는 자신에게 팔려온 유즈키를 탐탁지 않아 하며 냉대하지만, 점차 밝고 사랑스러운 그녀에게 조금씩 마음을 열어 가는데….